# Hellinghausen (Lippstadt)

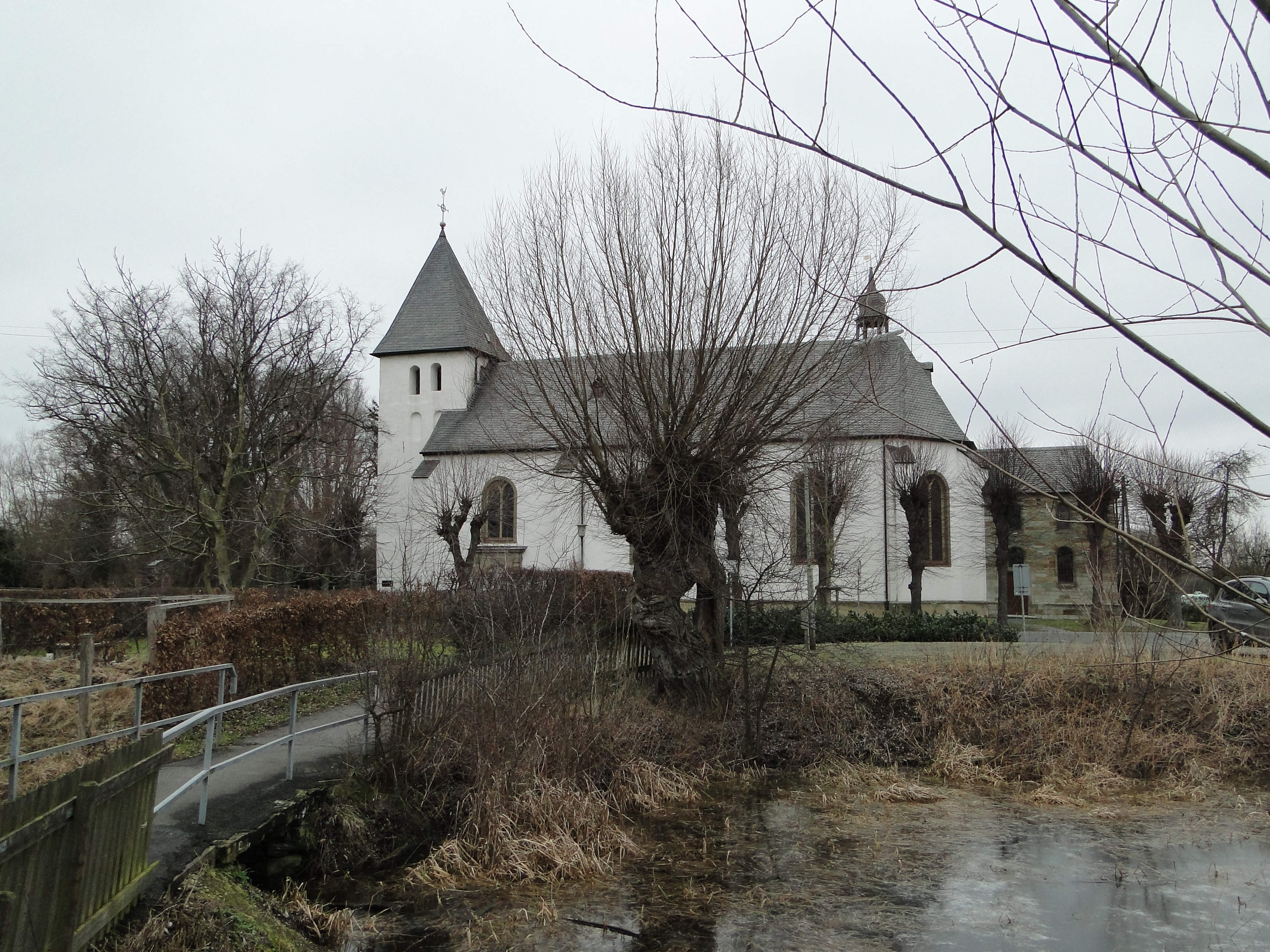
Pfarrkirche St. Clemens (Januar 2012)

Hellinghausen ist ein Ortsteil der Stadt Lippstadt im nordrhein-westfälischen Kreis Soest.

## Lage
Der Ort liegt westlich der Kernstadt Lippstadt an der Kreisstraße 42. Nördlich fließen die Gieseler und die Lippe. Südöstlich erstreckt sich das 52,34 ha große Naturschutzgebiet Großes Holz.

## Sehenswürdigkeiten
In der Liste der Baudenkmäler in Lippstadt sind für Hellinghausen zwei Baudenkmäler aufgeführt:
- Das breite, zweigeschossige Torhaus aus Fachwerk stammt vom ehemaligen Schloss Hellinghausen.
- Die römisch-katholische Pfarrkirche St. Clemens gilt als älteste aus Stein gebaute Kirche in Westfalen.[2] Sie enthält als größtes erhaltenes Instrument dieses Orgelbauers in Westfalen eine Orgel aus dem Jahr 1845 von Georg Carl Kuhlmann.[3] Bei einem Unwetter am 20. Mai 2022 wurde das Dach des Kirchturms durch einen Tornado zerstört.[4]

### Schloss Hellinghausen
Vom Schloss Hellinghausen ist nur noch das genannte Torhaus vorhanden. Das Herrenhaus der Freiherren von Schorlemer, ein zweiflügeliger Barockbau, ist nach einem Brand 1848 abgerissen worden.